# Ermanno Wolf-Ferrari
Ermanno Wolf-Ferrari (nascut Ermanno Wolf) (Venècia, 12 de gener de 1876 – Venècia 21 de gener de 1948) va ser un compositor italià. Se'l coneix principalment per les seues òperes còmiques, I quattro rusteghi (1906) i Il segreto di Susanna (1909). Algunes de les seves obres estan basades en obres de teatre de Carlo Goldoni, incloent-hi Il campiello.

## Biografia

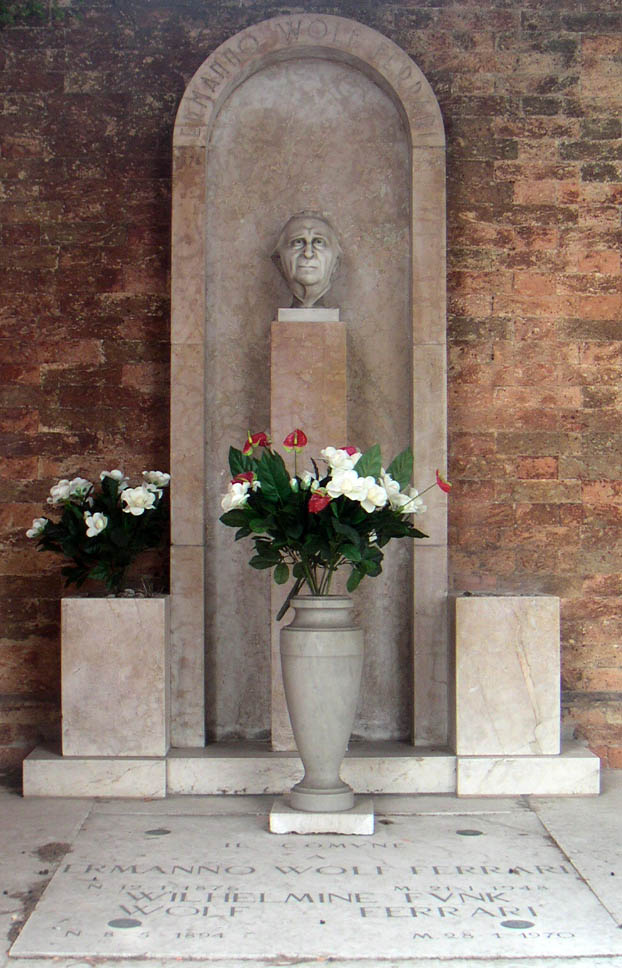
Tomba de Wolf-Ferarri, al Cementeri de San Michele de Venècia

Ferrari era el nom de soltera de sa mare, i ell el va afegir al cognom de son pare l'any 1895. Son pare era pintor, i va enviar Ermanno a Roma perquè estudiara art. Posteriorment es va traslladar a Múnic, i en aquesta ciutat va prendre la decisió de dedicar-se a la música i assistí a les lliçons de Josef Rheinberger. La seua primera obra data dels anys 1890.
L'any 1900, després de fracassar en l'intent de publicació de dues obres, va aconseguir que s'estrenara una de les seues primeres òperes: Cenerentola, que va ser representada a Venècia. L'estrena va ser un fracàs, tot i que una representació posterior a Bremen va resultar un èxit, marcant la pauta que haurien de seguir les seues obres posteriors, que en la major part van ser estrenades a Alemanya i millor rebudes que en la seua nativa Itàlia. Entre aquestes obres cal esmentar Le donne curiose (1903), I quattro rusteghi (1906) i Il segreto di Susanna (1909), totes comèdies i totes amb gran èxit en llur estrena alemanya.
Durant un cert temps a Parma donà lliçons d'harmonia i composició, tenint alumnes avantatjats com l'argentí Honoria Siccardi.
Durant la Primera Guerra Mundial, Wolf-Ferrari es va traslladar a Zúric i va alentir el seu ritme compositiu, tot i que va produir una altra comèdia, Gli amanti sposi (1916). No va recuperar el seu ritme creatiu fins als anys 1920, en què va compondre Das Himmelskleid (1925) i Sly (1927), aquesta darrera basada en la comèdia de William Shakespeare The Taming of the Shrew (La feréstega domada). L'any 1939 va ser nomenat professor de composició del Mozarteum de Salzburg. El 1946 va traslladar-se de nou a Zuric, abans de retirar-se a Venècia.
Està soterrat en el cementeri de l'illa veneciana de San Michele.

## Música
A més d'òpera, Wolf-Ferrari va compondre música instrumental, principalment a l'inici i a les acaballes de la seua carrera. Entre aquestes, només el seu concert per a violí i orquestra s'ha interpretat amb certa regularitat, tot i que també va deixar un Idillio-concertino (bàsicament una simfonia de cambra), diverses peces de música de cambra incloent-hi un quintet amb piano i dos trios amb piano, dues sonates per a violí i diverses obres per a orgue entre d'altres.
L'obra Wolf-Ferrari no se sol interpretar massa, tot i que potser va ser el millor compositor italià d'òpera còmica del seu temps. Les seues òperes recorden en certa manera l'opera buffa del Segle XVIII. També va compondre obres més ambicioses en un estil proper al de Pietro Mascagni, que en general es consideren inferiors a les còmiques. A partir de finals de la dècada del 1990 Josep Carreras va encapçalar un intent de recuperació per al repertori de Sly, interpretant-ne el paper protagonista a Zuric, Washington i al Gran Teatre del Liceu de Barcelona.

## Obres

### Òpera
- Cenerentola - 1900
- Le donne curiose - 1903
- I quattro rusteghi - 1906
- Il segreto di Susanna - 1909
- I gioielli della Madonna (Les joies de la Mare de Déu) - 1911
- L'amore medico 1913
- Gli amanti sposi - 1916
- Das Himmelskleid - 1925
- Sly - 1927
- La vedova scaltra - 1931
- Il campiello - 1936
- La dama boba - 1939
- Gli dei a Tebe - 1943